# 新市镇 (绵竹市)
新市镇，是中华人民共和国四川省德阳市绵竹市下辖的一个乡镇级行政单位。

## 行政区划
新市镇下辖以下地区：
新胜社区、文昌社区、金兰村、下东林村、长宁村、鲁安村、白庙村、打鱼院村、红豆村、花园村、蒲泉村、两河口村、火石村、范存村和石虎村。